# Großer Pappelbock

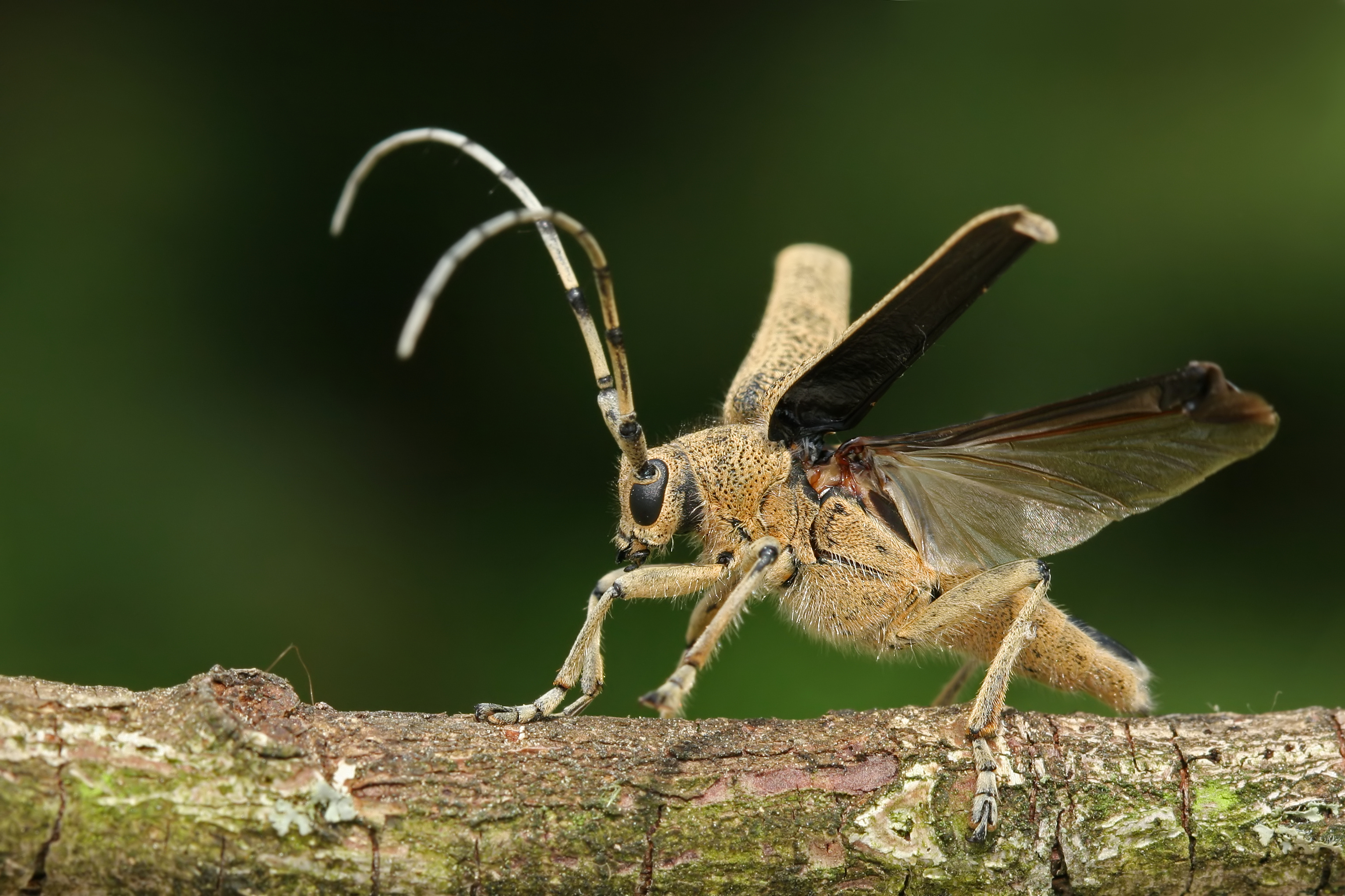
Großer Pappelbock kurz vor dem Abflug

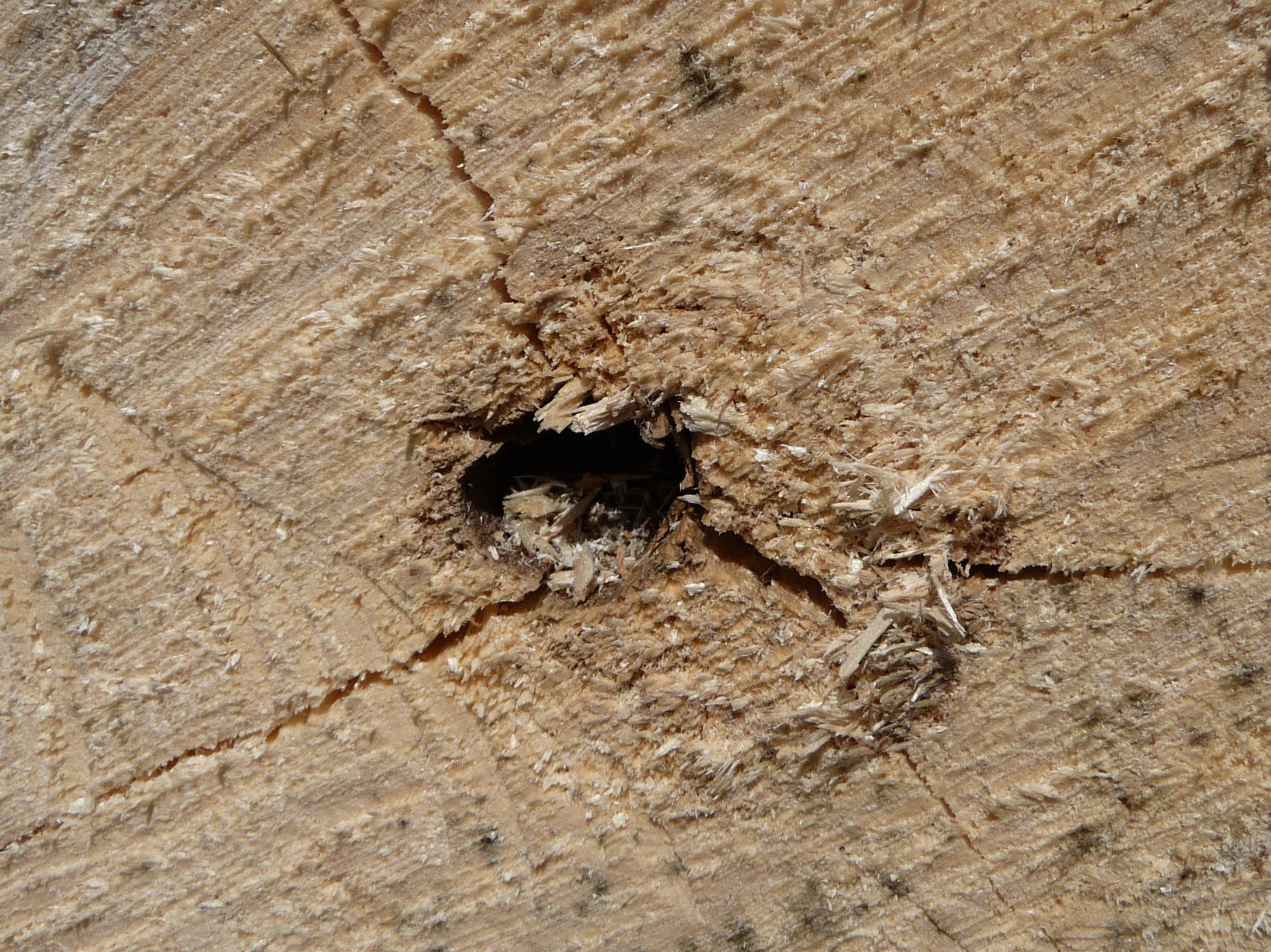
Bohrloch im Stamm einer gefällten Zitterpappel

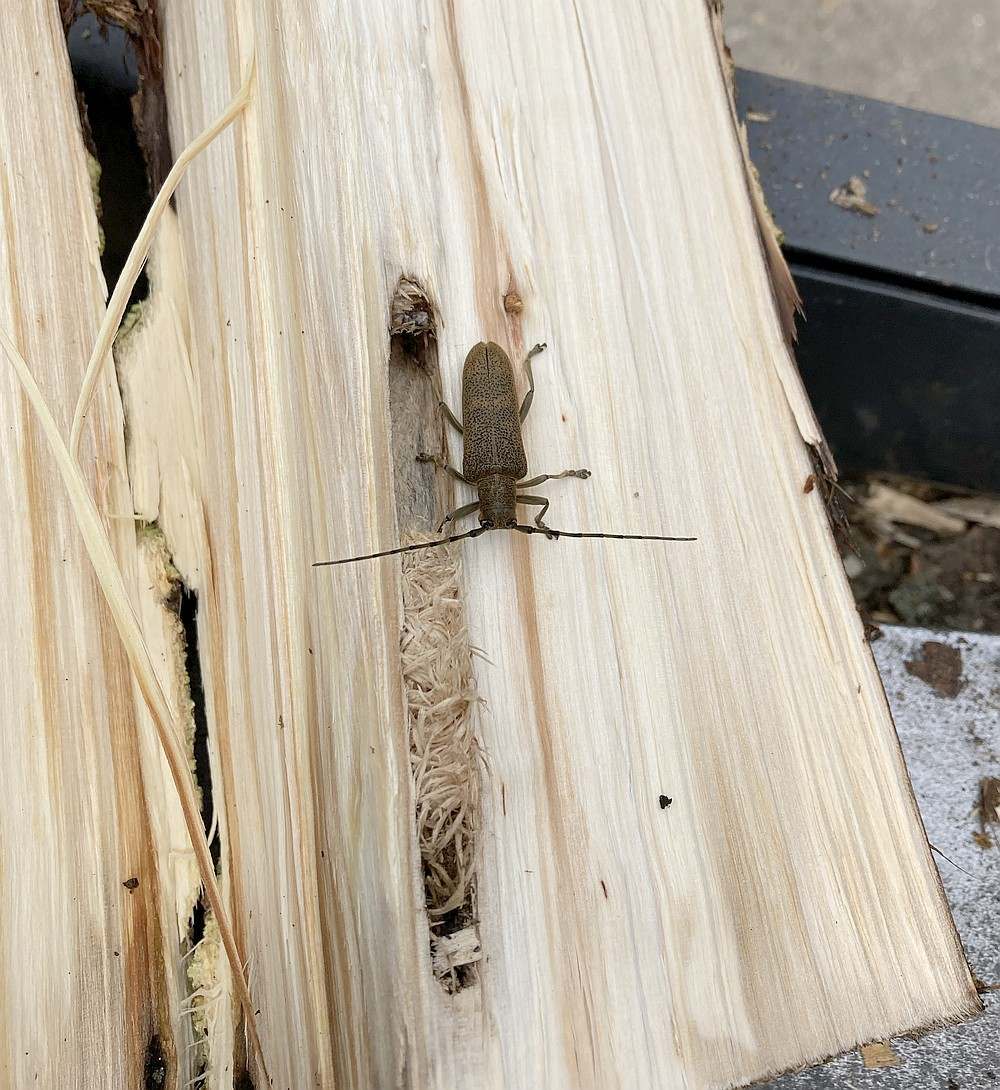
Großer Pappelbock neben dem Fraßgang der Larve und der Höhle, in der er sich entwickelt hat

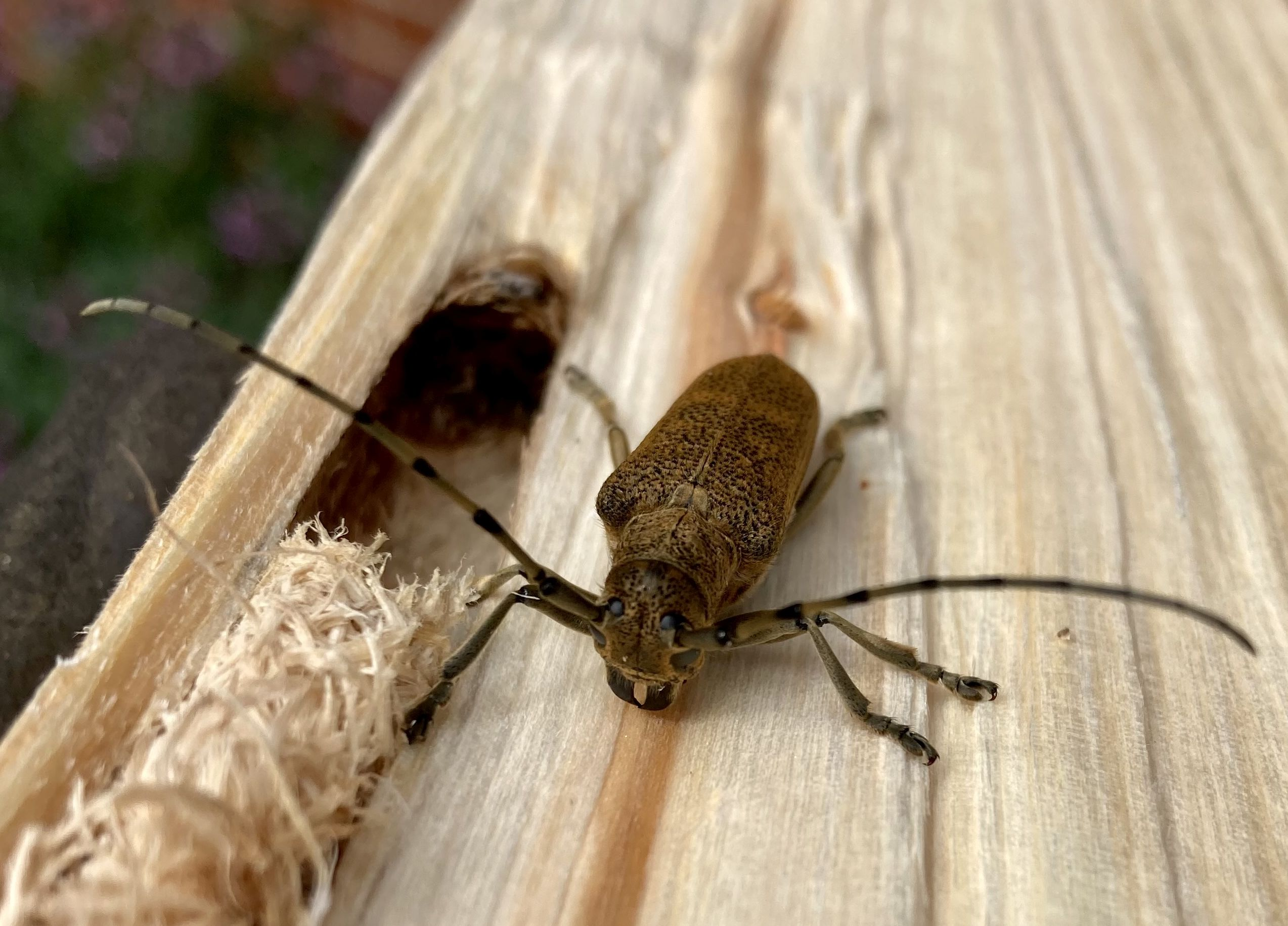
Kopfbereich des Großen Pappelbocks

Der Große Pappelbock (Saperda carcharias) oder Walzenbock ist ein Käfer aus der Familie der Bockkäfer (Cerambycidae).

## Beschreibung
Große Pappelböcke werden 20 bis 23 Millimeter lang. Der Chitin-Panzer ist schwarz gefärbt, durch die sehr dichte Behaarung wirkt der Käfer insgesamt aber gelbgrau. Unebenheiten auf den Flügeldecken lassen kleine schwarze Punkte aus der Behaarung hervorgucken. Auf der hinteren Hälfte der Flügeldecken gibt es in der Behaarung einen breiten Querstreifen, der heller ist als der Rest des Körpers. Der Körperumriss ist länglich gestreckt, wobei die vorderen Ansätze der Flügeldecken breiter sind als der Thorax. Zum hinteren Ende werden die Flügeldecken deutlich schmaler. Die fadenförmigen Fühler sind sehr lang, beim Männchen sogar länger als der Körper. Sowohl die Fühler als auch die recht kräftigen Beine sind abwechselnd grau und hellbraun gefärbt.

## Vorkommen
Die Tiere sind in Mitteleuropa vor allem in der Ebene weit verbreitet. Sie bewohnen verschiedene Lebensräume, allerdings ist das Vorkommen von Pappeln obligatorisch.

## Lebensweise
Die tagaktiven Tiere sitzen tagsüber meist auf den Blättern oder Stämmen von Bäumen. Nach Sonnenuntergang schwärmen sie im Kronenbereich ihrer Bäume umher. Ihre Nahrung besteht aus Blättern von Pappeln und Weiden. Durch das Aneinanderreiben von Hinterbeinen und Flügeldecken sind die Käfer in der Lage, zirpende Geräusche zu erzeugen. 
Im Herbst legt das Weibchen die Eier in das Holz junger Bäume. Es nagt an der Basis des Baumes Querfurchen in die Rinde, in die jeweils ein einzelnes Ei gelegt wird. Im darauffolgenden Frühling schlüpft die Larve, die bis zu vier Zentimeter Länge erreichen kann. 
Sie ernährt sich von dem Holz. Dabei dringt sie tief in das Holz ein und bohrt 15 bis 25 Zentimeter lange Gänge. Man erkennt den Befall durch die Nagespäne, welche durch eine Öffnung nach außen gestoßen werden. Wird der Baum gefällt, sind die Bohrlöcher im Holz zu sehen. Nach zwei Jahren verpuppt sich die Larve unter der Rinde. Wenige Wochen später schlüpft der fertige Käfer.